# Reação dе Hajos–Parrish–Eder–Sauer–Wiechert
A reação de Hajos–Parrish–Eder–Sauer–Wiechert em química orgânica é uma reação aldólica assimétrica catalisada de prolina. A reação é nomeada devido ao trabalho de seus principais pesquisadores, Zoltan Hajos e outros, da Hoffmann-La Roche e Schering AG. Descoberta nos anos 1970 o procedimento catalítico original de Hajos-Parrish - mostrado na equação de reação - levando ao cetol bicíclico opticamente ativo, assim como a modificação Eder-Sauer-Wiechert, levando a opticamente ativa enediona através da perda de água do cetol pavimentou o caminho da organocatálise assimétrica. Tem sido usada extensivamente como uma ferramenta na síntese de esteroides e outras moléculas enantiomericamente puras.

Figura 1: A reação original.

Na reação original mostrada na Figura 1. prolina quiral ocorrendo naturalmente é o catalisador quiral numa reação aldólica. O material de partida é uma tricetona aquiral e requer apenas 3% de prolina para obter o produto de reação, um cetol em 93% excesso enantiomérico. Como mostrado acima, Hajos e Parrish trabalharam a temperatura ambiente em dimetilformamida (DMF) solvente usando uma quantidade catalítica (3% molar equiv.) de (S)-(−)-prolina permitindo isolar o intermediário cetol bicíclico opticamente ativo. Assim, eles descreveram o primeiro uso de prolina em uma reação aldólica catalítica assimétrica.
O grupo de Schering trabalhou sob condições não biológicas usando (S)-prolina (47 mol%), ácido perclórico 1 N, em acetonitrila a 80 °C. Portanto, eles não podiam isolar o intermediário Hajos-Parrish cetol bicíclico mas sim o produto de condensação (S)-7a-metil-2,3,7,7a-tetraidro-1H-indeno-1,5(6H)-diona através da perda de água. Trinta e sete anos depois  um novo grupo na Schering AG publicou a continuação do trabalho anterior de Schering.  Em vez das condições não biológicas acima mencionadas, o novo grupo usou o procedimento catalítico de Hajos-Parrish. Assim, eles poderiam isolar o cetol 6,5-bicíclico opticamente ativo descrito até então apenas nas publicações de Hajos-Parrish.
Hajos e Parrish investigou ainda mais a configuração exata do acima cis-fundido-7a-metil- 6,5-bicíclico-cetol por dicroísmo circular, e estes resultados foram confirmados por um estudo de difração de raio X de cristal único. O centro simétrico do cristal do cetol racêmico correspondente em um átomo pesado marcador tem sido obtido pelo uso de prolina racêmica. Mostra-se por difração de raios X uma orientação axial do grupo metilo angular e uma orientação equatorial do grupo hidroxilo no confórmero cadeira do anel de seis membros. Isto está em concordância com a estrutura cristalina do anel CD da digitoxigenina. A estrutura deste cetol e seu homólogo etil são mostrados como segue:
Estudos similares do homólogo 7a-etil mostraram que o etil cetol bicíclico existe em uma conformação cis na qual o grupo 7a-etil grupo é orientado equatorialmente e o grupo hidroxilo é orientado axialmente na forma cadeira do anel de seis membros como mostrado acima. O motivo de uma preferência por esta conformação poderia ser interação 1,3-diaxial melhorado no outro confórmero cis entre o grupo etilo angular e os hidrogênios axiais no C-4 e C-6 no anel de seis membros.